# Arne Selim
Karl Axel Arne Selim, född 16 augusti 1912 i Askersund, död 30 januari 2000 i Järvsö, var en svensk målare och tecknare.
Han var son till gjutaren Filip Selim och Anna Gefvert. Selim studerade vid Tekniska skolan i Stockholm 1927–1928 och Konsthögskolan 1929–1936 och under en lång rad studieresor till bland annat Nederländerna, Grekland och Jugoslavien. Han debuterade i en utställning tillsammans med Carl-Einar Borgström och Martin Ivarson på Galleri Brinken i Stockholm 1951. Hans konst består av figurer, flickor och abstrakt måleri utfört i akvarell eller gouache.  